# Diego Antonio de Parada
Diego Antonio de Parada (ur. 28 kwietnia 1698 w Huete; zm. 23 kwietnia 1779 w Limie) – hiszpański duchowny katolicki, biskup ordynariusz La Paz w latach 1752–1761, piętnasty arcybiskup metropolita limski oraz prymas Peru od 1761 roku

## Życiorys
Urodził się w 1698 roku w Huete, w prowincji Cuenca, w środkowej Hiszpanii jako syn Marcosa Parady i Isabel Vidaurre. Studiował na Uniwersytecie Alcalá de Henares, a następnie Uniwersytecie w Salamance, gdzie uzyskał stopień naukowy doktora z prawa kanonicznego i prawa cywilnego. Po jego otrzymaniu pracował jako nauczyciel akademicki.
Święcenia kapłańskie uzyskał w Astordze, gdzie pełnił funkcję wikariusza tamtejszej parafii przez kolejnych 16 lat. 

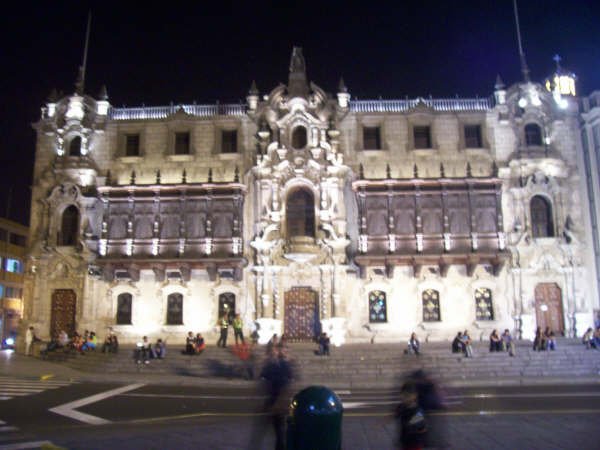
Pałac prymasowski w Limie

W 1752 roku został mianowany przez papieża Benedykta XIV biskupem ordynariuszem La Paz. Swoje obowiązki objął dwa lata później. Na początku swoich rządów dokonał wizytacji generalnej swojego biskupstwa. W 1755 roku Beguinage Nazarene, dom spokojnej starości dla kobiet, a z własnych środków finansowych wspierał rozbudowę seminarium duchownego.
W 1761 roku papież Klemens XIII prekonizował go arcybiskupem limskim i prymasem Peru. 23 listopada 1762 roku odbył uroczysty ingres do katedry w Limie, obejmując oficjalnie urząd metropolity. Tak jak w poprzedniej diecezji, swoje rządy rozpoczął od wizytacji parafii. Największym problemem w archidiecezji była mała liczba księży i zakonników oraz nieznaczna liczba alumnów w seminarium duchownym w Santo Toribio. Zbiegło się to kasatą zakonu jezuitów w 1767 roku. Dokonał także odbudowy pałacu arcybiskupiego zniszczonego przez potężne trzęsienie ziemi w 1746 roku. W 1772 roku zwołał do Limy VI Synod Metropolitarny. 
Zmarł w 1779 roku w Limie i został pochowany w podziemiach miejscowej katedry.